# دانشگاه سئول

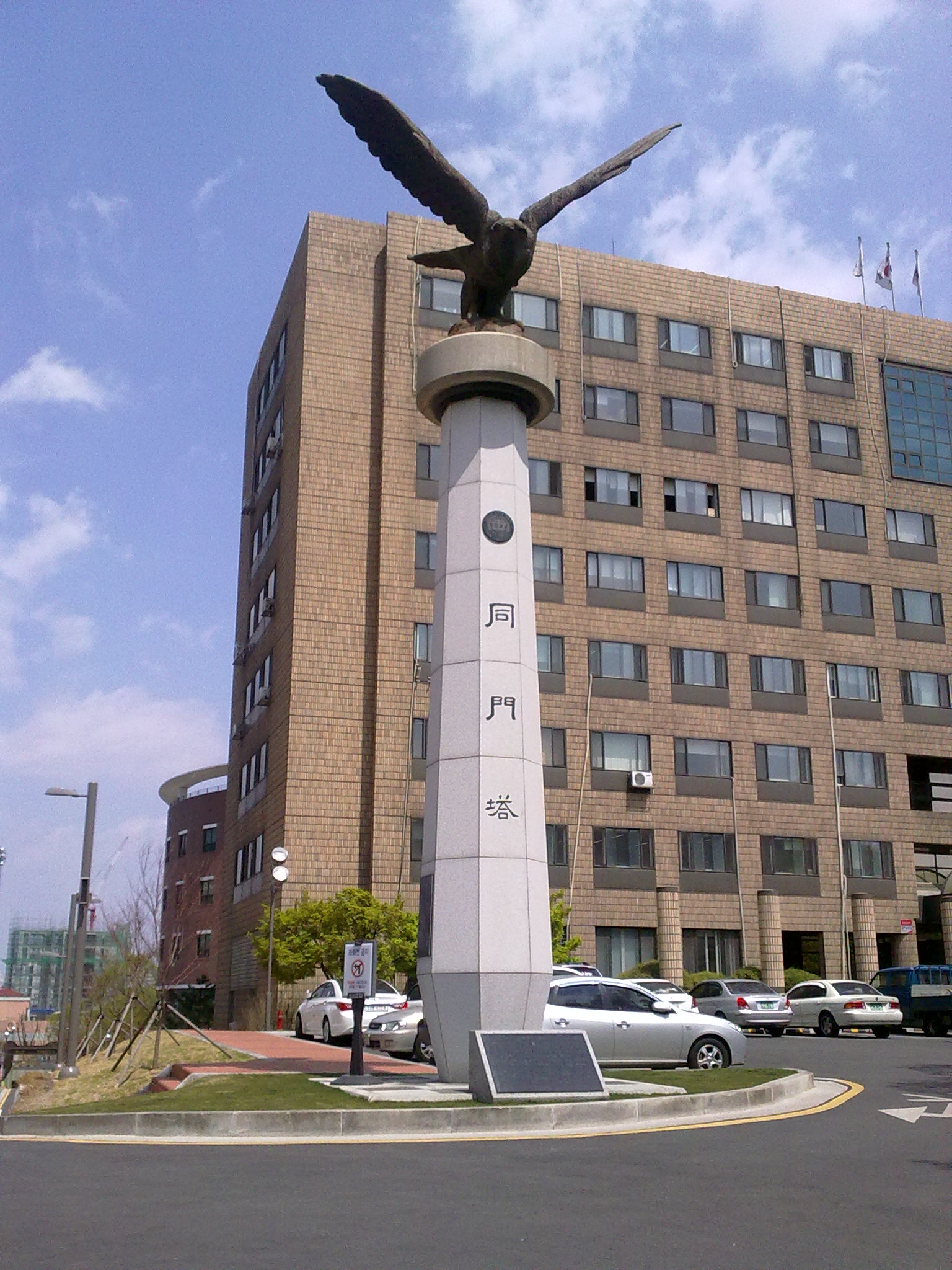
دانشگاه سئول

دانشگاه سئول (انگلیسی: University of Seoul؛ به اختصار UOS؛ کره‌ای: 서울시립대학교؛ ترجمه تحت‌اللفظی: Municipal University of Seoul) یک دانشگاه دولتی در سئول، کره جنوبی است.

## دانشکده‌ها

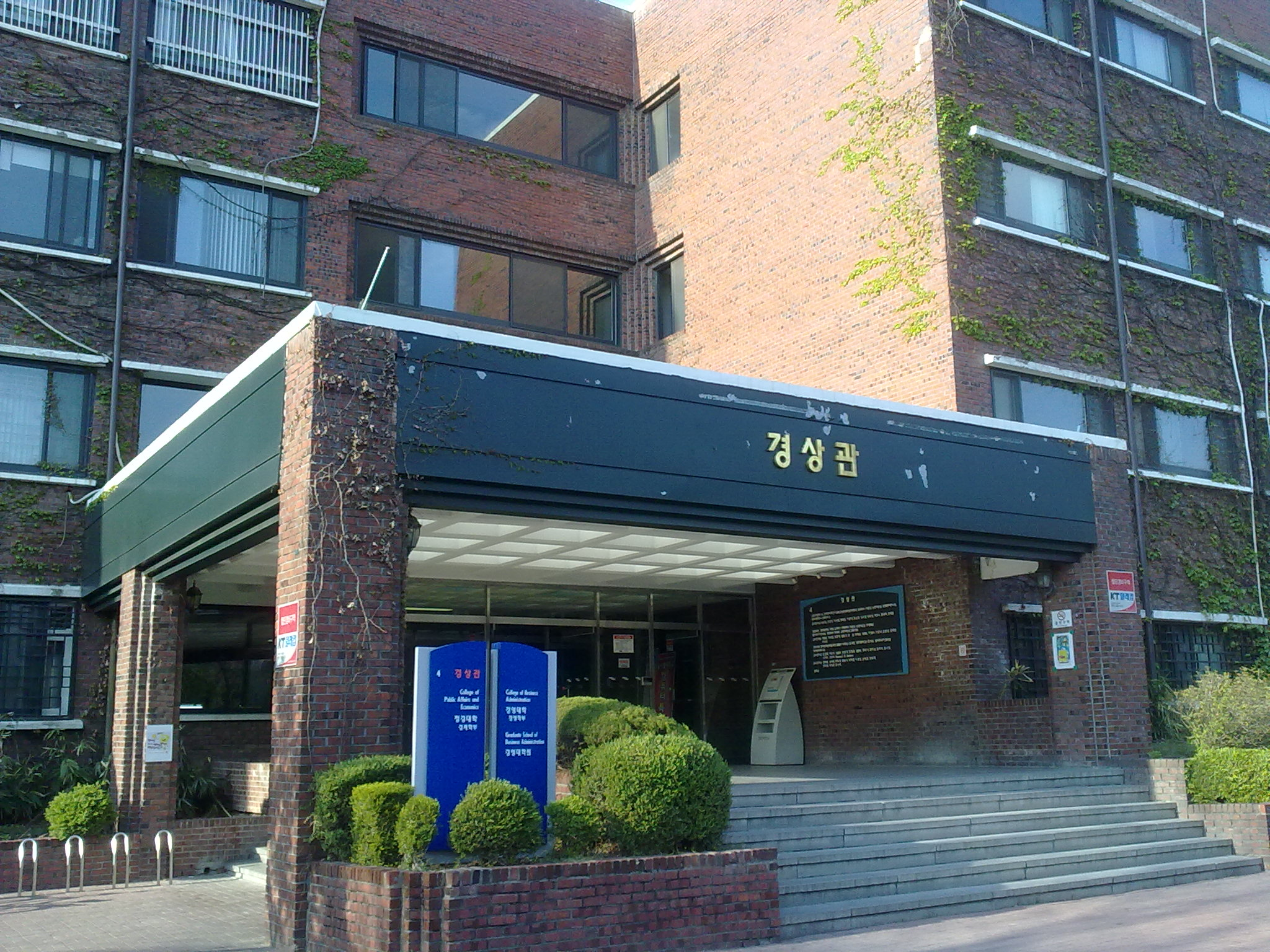
دانشگاه سئول

- دانشکده روابط عمومی و اقتصاد
- دانشکده مدیریت بازرگانی
- دانشکده مهندسی
- دانشکده علوم انسانی
- دانشکده علوم طبیعی
- دانشکده علوم شهری
- دانشکده آموزش فیزیکی و هنر